# Штендера Євген

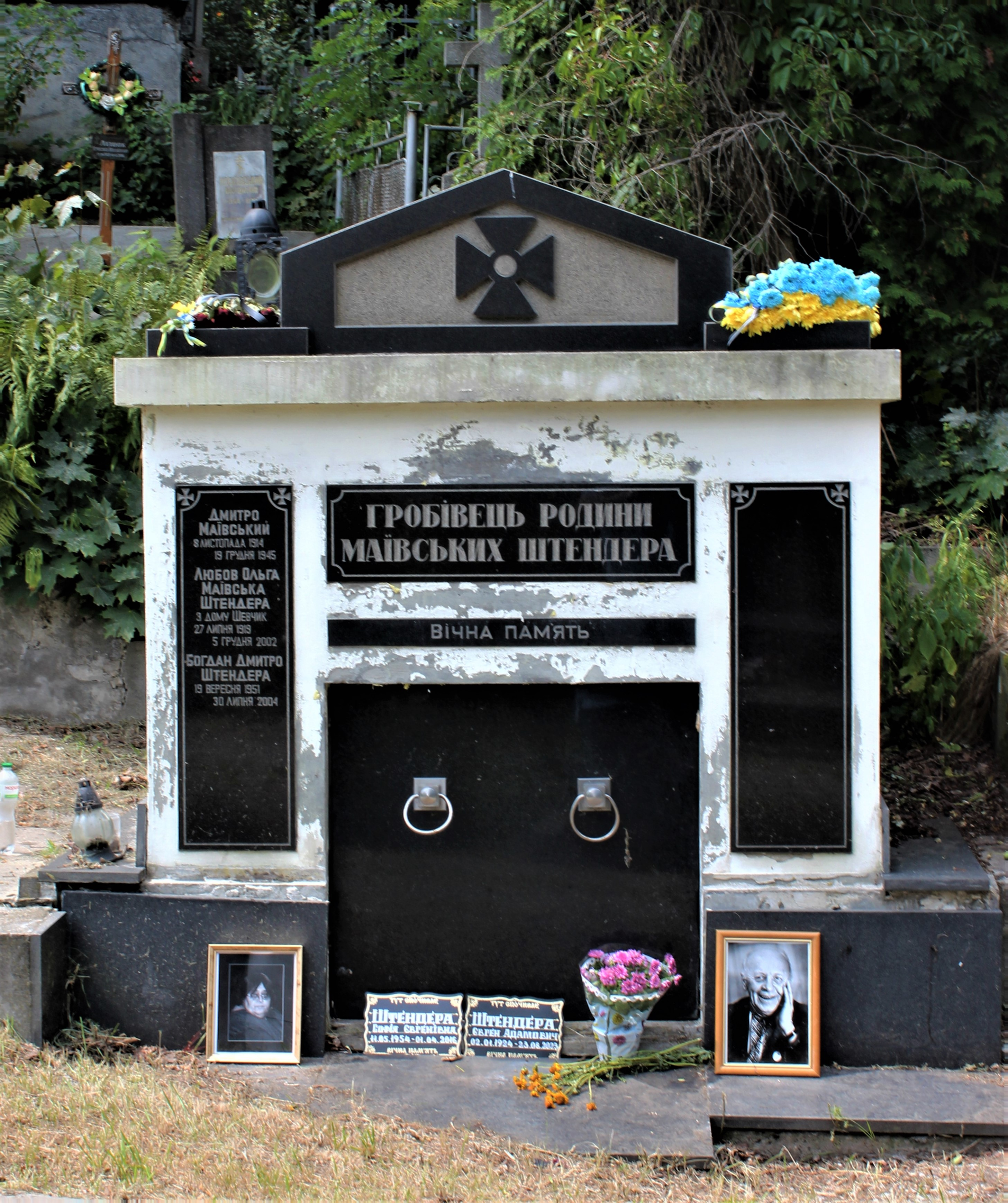
Гробівець родини Маївських-Штендери

Штендера Євген Адамович (псевдо: Прірва, Нерв, Зоряний; 2 січня 1924, с. Волиця-Барилова, Радехівський район, Львівська область — 23 серпня 2022, Оттава, Онтаріо, Канада) — сотник УПА, командир куреня Вовки, командир ТВ-28 «Данилів». Після війни журналіст, видавець, головний редактор серії «Літопису УПА» (з 1975).

## Життєпис
Навчався у Сокальській гімназії, Белзі.
Протягом 1943–1948 років перебував у лавах УПА. В 1944 відбиває у німців захоплену аптеку, перевозить у надійне місце для потреб підпілля її майно. В 1945–1947 — провідник ІІІ Округу ОУН-Б, одночасно виконував обов'язки командира Тактичного відтинку УПА ТВ-28 «Данилів» на Холмщині. У ранзі сотника командував куренем, куди входили сотні «Давида», «Дуди», «Чауса». У період з січня по липень 1946 — військовий референт ІІІ Округу, в 1946—1947 рр. провідник надрайону «Лиман». Командував українськими відділами у спільному з відділами польської АК наскоку на Грубешів (28 березня 1946 року). В 1948 командував рейдом УПА до Східної Пруссії.

### Видавнича й літературна діяльність
З 1948 в Німеччині, співредактор газет «Сучасна Україна» й «Український Самостійник», співредактор журналу «До зброї», 1957 — 1964 співредактор «Українських Вістей» в Едмонтоні (Канада). Після закінчення бібліотекарського факультету в Едмонтоні (1969) працював в університетській бібліотеці місті Реджайна, згодом у Оттаві. З 1975 головний редактор серії «Літопису УПА» (29 томів до 2000 року). У 1992 р. виступав на лекційних заняттях у Львівській Політехніці.
Автор праці «Роман Уласа Самчука «На твердій землі» (1973).
Євген Штендера помер у місті Оттава (провінція Онтаріо, Канада) 23 серпня 2022 року. 13 липня 2024 року, у Львові поховали прах Євгена Штендери та його доньки Софії у родинному гробівці на Личаківському цвинтарі (поле № 43).

## Нагороди
- Відзнака Президента України — Хрест Івана Мазепи (3 лютого 2010) — за вагомий особистий внесок у збереження та збагачення національної історико-культурної спадщини, активну діяльність у справі повернення культурних цінностей в Україну та з нагоди річниці утворення Державної служби контролю за переміщенням культурних цінностей через державний кордон України[5]

## У масовій культурі
Спогади Євгена Штендери лягли в основу документального фільму «Рубіж. Грубешівська операція», присвяченого спільній польсько-українській атаці на підконтрольне комуністам польське місто Грубешів.